# Nyghmet Nurmaqow
Nyghmet Nurmaquly Nurmaqow (kasachisch Нығмет Нұрмақұлы Нұрмақов Nyğmet Nūrmaqūly Nūrmaqov, russisch Ныгмет Нурмакович Нурмаков Nygmet Nurmakowitsch Nurmakow; * 25. April 1895 im Bezirk Karkaraly, Oblast Semipalatinsk, Russisches Kaiserreich; † 27. September 1937 in Moskau, UdSSR) war ein kasachischer Politiker und von Oktober 1924 bis Februar 1925 kasachischer Premierminister.

## Leben
Nyghmet Nurmaqow wurde 1895 in einem Dorf im Bezirk Karkaraly in der Oblast Semipalatinsk des Russischen Kaiserreiches geboren. Er besuchte zuerst die russische Schule seines Dorfes und anschließend die zweijährige russisch-kasachische Schule in Karkaraly. 1915 absolvierte er das Lehrerseminar in Omsk, wo er zusammen mit Säken Seifullin und Maghschan Schumabai die Bildungs- und Kulturorganisation Birlik gründete. Bis 1918 arbeitete Nurmaqow  als Lehrer in Karkaraly. Die beiden Revolutionen des Jahres 1917 hatten auch Auswirkungen auf Nurmaqows Leben, so leitete er ab Herbst des Jahres den Arbeitsrat der Organisation Dala Oda, die sich gegen die Herrschaft des russischen Zaren richtete.
Von Februar bis Mai 1918 war er Sekretär des Bezirksrats der Arbeiter- und Bauerndeputierten von Karkaraly. Von April 1918 bis Dezember 1919 war Nurmakow im Gefängnis der Weißen Armee inhaftiert, bis er von den Bolschewisten befreit wurde.
1920 trat er der Kommunistischen Partei bei und wurde dann Mitglied des Militärischen Revolutionskommissariats der Region Semipalatinsk sowie Mitglied des Exekutivkomitees.
Ab Oktober 1921 war er Leiter des Revolutionstribunals. Ab 11. April 1923 war er Vorsitzender der neu gegründeten kasachischen Abteilung des Obersten Gerichtshofs der RSFSR. Als erster Vorsitzender spielte er eine bedeutende Rolle beim Aufbau des heutigen Obersten Gerichtshofs Kasachstans und der regionalen Staatsanwaltschaft. In dieser Position war er bis Herbst des Jahres tätig. Im Mai 1923 wurde er mit den Aufgaben des Volkskommissars für Justiz der Kirgisischen Autonomen Sowjetrepublik betraut. Während dieser Zeit wurden die Organisation der Staatsanwaltschaft und der Justizbehörden, die Ausbildung von Spezialisten und die Übersetzung der Gerichtsdokumente in die kasachische Sprache abgeschlossen.
Ab Oktober 1924 war er als Vorsitzender des Rates der Volkskommissare der Kirgisischen Autonomen Sozialistischen Sowjetrepublik und seit 15. Juni 1925 als  Vorsitzender des Rates der Volkskommissare der Kasachischen Autonomen Sozialistischen Sowjetrepublik Regierungschef der kasachischen Teilrepublik. Von 1929 bis 1931 absolvierte er ein Studium in Moskau an der Kommunistischen Universität des Zentralkomitees der KP.
Von 1931 bis 1937 war Nurmakow Stellvertretender Sekretär des Allrussischen Zentralen Exekutivkomitees. Der Leiter des Präsidiums des Zentralkomitees der KP ist Mitglied des Zentralkomitees der RK.
Nurmaqow fiel, wie viele andere kasachische Eliten, den Massensäuberungen des Großen Terrors zum Opfer. Er wurde am 3. Juni 1937 in seiner Moskauer Wohnung verhaftet. Am 27. September desselben Jahres wurde er erschossen. Erst nach Stalins Tod wurde er 1956 vollständig rehabilitiert.

## Familie
Seine Frau Zufnin verbrachte 19 Jahre in Gefangenenlagern, sie starb im Alter von mehr als 90 Jahren in Almaty. Die älteste Tochter ging in diesen Jahren verloren. Sohn Noyan kehrte aus dem Zweiten Weltkrieg zurück und starb 1986 in Moskau als Oberst des Militärdienstes.